# Bamra mundata
Bamra mundata là một loài bướm đêm trong họ Noctuidae.